# 亚兰
舊約聖經中有兩個亚兰（Ram，希伯来语：רם）。天主教譯本譯作阿蘭，新遺詔聖經譯為阿拉爾木。
一個是閃的兒子，他的兒子有烏斯、戶勒、基帖和瑪施。

另一個是犹大的后代，希斯仑的儿子。
按照圣经学者的理解，其出生的记载是关于犹大支派一部分民族起源的神话。
路得记将法勒斯列为大卫王的先祖之一，后来有被列入马太福音中耶稣的家谱。
出埃及記並沒有出現亚兰，或許亚兰於以色列人出埃及時已死，其孫拿順為出埃及第二年的猶大支派的族長。

## 外部連結
- Jewish Encyclopia about Hezron（页面存档备份，存于）
- Some more about Hezron（页面存档备份，存于）